# پریمیسین
پریمیسین (به انگلیسی: Perimycin) با فرمول شیمیایی C59H88N2O17 یک ترکیب شیمیایی است. که جرم مولی آن ۱۰۹۷٫۳۳ گرم بر مول می‌باشد. شکل ظاهری این ترکیب، جامد زرد است.